# تشارلز دبليو. ليونز
تشارلز دبليو. ليونز (بالإنجليزية: Charles W. Lyons)‏ هو مدير أكاديمي ومدرس أمريكي، ولد في 31 يناير 1868 في بوسطن في الولايات المتحدة، وتوفي في 31 يناير 1939.